# Malacoptila
Genre
Malacoptila est un genre d'oiseaux de la famille des Bucconidae, endémique de l'écozone néotropicale. Il comprend 7 espèces dont 5 divisées en sous-espèces, soit en tout 17 taxons.

## Description

### Plumage
Ces oiseaux se différencient des autres Bucconidae par leur plumage zébré de blanc, de noir et de brun.

## Liste des espèces
D'après la classification de référence (version 2.2, 2009) du Congrès ornithologique international (ordre phylogénique) :
- Malacoptila striata – Tamatia rayé
- Malacoptila fusca – Tamatia brun
- Malacoptila semicincta – Tamatia à semi-collier
- Malacoptila fulvogularis – Tamatia à gorge fauve
- Malacoptila rufa – Tamatia à col roux
- Malacoptila panamensis – Tamatia de Lafresnaye
- Malacoptila mystacalis – Tamatia à moustaches